# Marko Petrić (Basketballspieler)
Marko Petrić (* 21. April 2008) ist ein deutsch-kroatischer Basketballspieler.

## Werdegang
Der Sohn des früheren Basketball-Bundesliga-Spielers Marin Petrić spielte beim Ulmer Verein BBU '01, dem Nachwuchsbereich des Bundesligisten Ratiopharm Ulm. 2022 wurde er mit den Ulmern deutscher U14-Meister. Im Spieljahr 2022/23 spielte er in Ulms U16-Mannschaft in der Jugend-Basketball-Bundesliga unter seinem Vater als Trainer.
2023 wechselte Petrić zum SC Rasta Vechta, um bei dem niedersächsischen Verein zunächst im Nachwuchs sowie in der zweiten Herrenmannschaft (2. Bundesliga ProA) eingesetzt zu werden. Im Alter von 15 Jahren und fünf Monaten wurde er Ende September 2023 erstmals in einem Spiel der 2. Bundesliga ProA eingesetzt. Im Mai 2024 wurde er mit der Spielgemeinschaft Quakenbrück/Vechta deutscher U19-Meister. Bis 2025 bestritt Petrić mit Vechta II 20 Spiele in der 2. Bundesliga ProA. Nachdem er 2025 mit der Mannschaft aus der zweithöchsten deutschen Spielklasse abgestiegen war, wechselte er zum Bundesligisten Würzburg Baskets.

### Nationalmannschaft
Petrić stand im Aufgebot der kroatischen U14- und U15-Nationalmannschaft. Er kam zu Länderspieleinsätzen für Kroatien. Petrić spielte dann für Deutschland, nahm im Sommer 2023 mit der Auswahl des Deutschen Basketball-Bundes an der U16-Europameisterschaft teil.